# Эротический танец

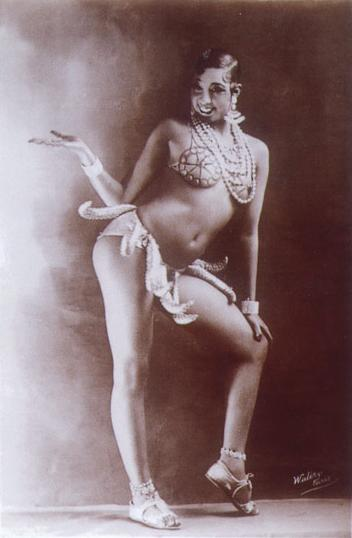
Жозефина Бейкер в легендарной танцевальной постановке

Эротический танец — это танец, который обеспечивает эротическое развлечение и целью которого является стимулирование эротических или сексуальных мыслей или действий у зрителей. Эротический танец — одна из нескольких основных танцевальных категорий, основанных на цели, таких как церемониальный танец, соревновательный танец, танец участия, сценический танец и социальный танец.
Одежда эротической танцовщицы часто минимальна и может постепенно уменьшаться или полностью устраняться. В некоторых штатах США, где демонстрация сосков или гениталий является незаконной, танцовщица может носить стринги, чтобы оставаться в пределах закона.
Нагота, однако, не является обязательным условием эротического танца. Культура и способности человеческого тела являются значимой эстетической составляющей во многих танцевальных стилях.

## Классификация

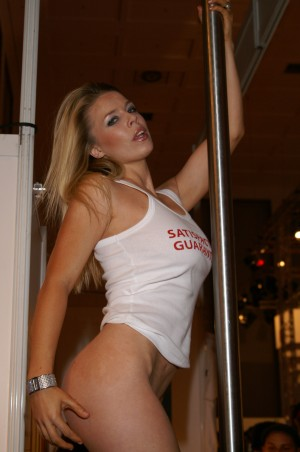
Популярная танцовщица Келли Стаффорд

Эротические танцы включают следующие танцевальные формы или стили:
- канкан
- гоу-гоу
- танец живота
- mujra[англ.]
- sexercise[англ.]
- стриптиз (экзотический танец)
  - танец на шесте
  - танец с шаром[англ.]
  - фан-дэнс[англ.]
  - Gown-and-glove[англ.]
  - Lap dance
  - танец семи покрывал[англ.]
  - настольный танец[англ.]
- Grinding[англ.]
- тверкинг

Эротические танцы иногда ошибочно эвфемизируются как экзотические танцы: хотя есть пересечение, это не одно и то же; не все экзотические танцы эротичны, и наоборот.

## См. также

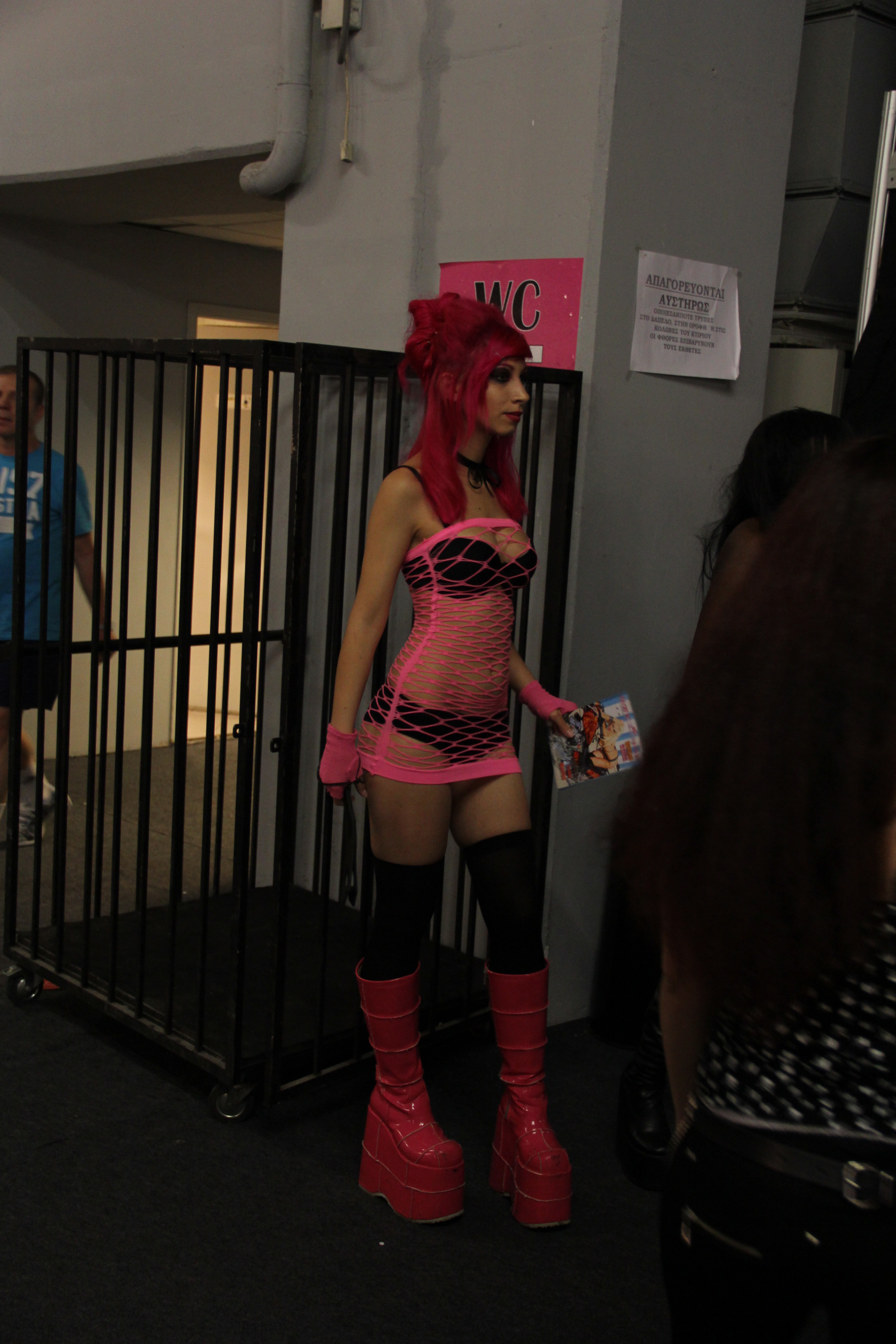
На конференции по развлечениям для взрослых Erotic Dream в Афинах, Греция, 2012 г.